# Rocallisa (Olivella)
La Rocallisa és una muntanya de 341 metres que es troba al municipi d'Olivella, a la comarca del Garraf.